# Tổng lãnh sự quán Trung Quốc, Houston
Tổng Lãnh sự quán Cộng hòa Nhân dân Trung Hoa tại Houston là một phái đoàn ngoại giao của Trung Quốc, có trụ sở chính tại 3417 Montrose Boulevard trong khu phố Montrose của Houston, Texas. Nó phục vụ tám tiểu bang ở Miền Nam Hoa Kỳ: Texas, Oklahoma, Louisiana, Arkansas, Mississippi, Alabama, Georgia, và Florida, ngoài Puerto Rico. Cơ quan đại diện ngoại giao này được thành lập vào năm 1937 bởi chính phủ Trung Hoa Dân Quốc.
Khai trương vào năm 1979 bởi Cộng hòa Nhân dân Trung Hoa, đây là tổng lãnh sự quán Trung Quốc đầu tiên được thành lập tại Hoa Kỳ. Nó đã đóng cửa vào ngày 24 tháng 7 năm 2020 và tổng lãnh sự cuối cùng là Cai Wei (蔡伟; 蔡偉; Cài Wěi), đã giữ chức này từ năm 2019.
Ngoài tòa nhà lãnh sự chính, nó cũng duy trì một văn phòng giáo dục ở Midtown.

## Lịch sử
Trước khi thành lập Cộng hòa Nhân dân Trung Hoa, một lãnh sự quán Trung Quốc đã có mặt tại Houston. Trung Hoa Dân quốc, tới thời điểm 1937, đã được đại diện bởi một phó lãnh sự. 
Lãnh sự quán Trung Hoa Dân Quốc vẫn tồn tại không chính thức ngày nay với tên gọi Văn phòng Kinh tế và Văn hóa Đài Bắc tại Houston.
Lãnh sự quán CHND Trung Hoa hiện tại được thành lập năm 1979 với tư cách là lãnh sự quán CHND Trung Hoa đầu tiên tại Hoa Kỳ, sau khi bình thường hóa quan hệ Hoa Kỳ - Trung Quốc. Trong một thỏa thuận giữa Tổng thống Hoa Kỳ Jimmy Carter và Phó Thủ tướng Trung Quốc Bo Yibo, Trung Quốc đã đồng ý chấp nhận hai lãnh sự quán Hoa Kỳ tại Quảng Châu và Thượng Hải, trong khi Trung Quốc sẽ mở hai lãnh sự quán ở Houston và San Francisco. Tổng lãnh sự quán Houston chính thức khai trương vào ngày 20 tháng 11 năm 1979.
Vào tháng 4 năm 1981, lãnh sự quán trở thành trung tâm của một sự cố ngoại giao giữa Trung Quốc và Hoa Kỳ khi vũ công ba lê Trung Quốc Li Cunxin bị giữ trong lãnh sự quán trong 21 giờ với người vợ mới cưới người Mỹ của anh ta. Li đã có ý định đào tẩu sang Mỹ, và trong sự cố tiếp theo, các nhân viên FBI đã bao vây lãnh sự quán cùng với một phái đoàn Hoa Kỳ do Phó Tổng thống lúc đó là George H.W. Bush thương lượng thành công về việc thả Li.

## Vụ đóng cửa năm 2020
Vào ngày 21 tháng 7 năm 2020, chính phủ Hoa Kỳ ra lệnh đóng cửa lãnh sự quán ở Houston trong vòng 72 giờ. Người phát ngôn Bộ Ngoại giao Hoa Kỳ Morgan Ortagus đã đưa ra một tuyên bố nói rằng "Hoa Kỳ sẽ không dung thứ cho việc CHND Trung Hoa vi phạm chủ quyền của chúng ta và đe dọa người dân của chúng ta", và Bộ Ngoại giao "đã chỉ đạo đóng cửa Tổng lãnh sự quán CHND Trung Hoa ở Houston, để bảo vệ tài sản trí tuệ của Mỹ [khỏi hành vi trộm cắp của Trung Quốc] và thông tin cá nhân của người Mỹ ". Tổng lãnh sự quán Houston bị cáo buộc là một phần của nỗ lực gián điệp nói chung của Trung Quốc tại Hoa Kỳ,  đặc biệt đánh cắp dữ liệu về nghiên cứu y tế và lĩnh vực dầu khí. Tổng lãnh sự quán cũng bị buộc tội quấy rối gia đình của những người bất đồng chính kiến Trung Quốc trong khi cố gắng ép buộc họ trở về Trung Quốc.